# Cena maksymalna
Cena maksymalna – cena urzędowa, powyżej której nie mogą być zawierane transakcje na dane dobro.
Skutkiem wprowadzenia ceny maksymalnej może być niedobór rynkowy.
Cena maksymalna jest na ogół niższa od ceny równowagi rynkowej.
Wprowadzana jest tylko w nielicznych przypadkach, gdy według decydentów wymaga tego ważny interes społeczny (np. ceny mieszkań komunalnych dla najbiedniejszych rodzin). Często jest przedmiotem kontrowersji. Cena maksymalna ma chronić interes konsumenta.
Skutki:
- powstawanie i rozwój czarnego rynku
- niedobór towaru (nieopłacalność produkcji)
- marnowanie produktów (nieopłacalność sprzedaży, w rolnictwie: nieopłacalność zbiorów)

Ustalenie ceny maksymalnej powyżej poziomu ceny równowagi nie wywołuje żadnych skutków na rynku, gdyż w takich warunkach cena równowagi będzie osiągalna. Z kolei cena maksymalna ustalona poniżej ceny równowagi spowoduje niedobór danego dobra na rynku i zmniejszenie jego wymienialnej ilości.
Konsumenci mający kłopoty z niedoborami towarów mogą wywierać nacisk na rząd w celu stworzenia centralnie administrowanego systemu racjonowania. W takich wypadkach cenie maksymalnej towarzyszy sprzedaż kartkowa, która pozwala podzielić istniejącą podaż według kryteriów ustalonych przez państwo.